# Saint-Étienne-au-Temple
Saint-Étienne-au-Temple település Franciaországban, Marne megyében. Lakosainak száma 786 fő (2022. január 1.). Saint-Étienne-au-Temple Cuperly, La Cheppe, L’Épine, Saint-Martin-sur-le-Pré és La Neuville-au-Temple községekkel határos.

## Népesség
A település népessége az elmúlt években az alábbi módon változott:
| Lakosok száma | 193  | 415  | 447  | 567  | 795  | 813  | 812  | 819  | 821  | 786  |
|               | 1968 | 1982 | 1990 | 2006 | 2013 | 2015 | 2017 | 2019 | 2020 | 2022 |